# Parma Calcio 1913 2024-2025
Questa voce raccoglie le informazioni riguardanti il Parma Calcio 1913 nelle competizioni ufficiali della stagione 2024-2025.

## Stagione
La stagione 2024-2025 coincide col ritorno dei crociati in Serie A dopo tre anni dall'ultima partecipazione. Viene confermata la guida tecnica di Fabio Pecchia, allenatore del Parma nelle ultime due stagioni nella serie cadetta e gli arrivi più importanti in rosa sono il numero uno Suzuki, l'attaccante esterno Cancellieri e il centrocampista Keita.
All'esordio in campionato, i crociati spaventano la Fiorentina di Palladino visibilmente in difficoltà, mentre la prima vittoria stagionale giunge la giornata successiva contro al Milan di Fonseca (2-1). Prima della sosta nazionali gli emiliani hanno quindi quattro punti a causa della rimonta subìta al Maradona (2-1), dovuta all'espulsione del portiere Suzuki. Dopo un buon inizio, il Parma cala con risultati altalenanti, vincendo contro la Lazio per 3-1 e pareggiando contro Bologna e Juventus, ma ottiene scarsi risultati negli scontri diretti per la salvezza, perdendo in casa contro Cagliari, Genoa e Verona e pareggiando contro il Lecce allo scadere del tempo, contro il Como neo-promosso e contro l'Empoli. Alla fine del girone d'andata, i crociati sono al quindicesimo posto con 19 punti, gli stessi del Verona, ma a soli due punti sopra la salvezza. Il girone di ritorno inizia male, con un pareggio contro il Venezia neo-promosso e cinque sconfitte, di cui quattro consecutive contro il Milan per 2-3 in rimonta, il Lecce per 1-3, contro il Cagliari per 2-1 e contro la Roma per 0-1, che fanno scendere il Parma in zona retrocessione e costano l'esonero a Pecchia, sostituito da Cristian Chivu. Il Parma arranca con cinque pareggi consecutivi ma, nelle successive otto partite, ne perde solo una contro l'Udinese, blocca sul pareggio Inter, Fiorentina e Lazio e vince contro Bologna e Juventus, allontanandosi dalla zona calda della classifica. Si riavvicina pericolosamente perdendo contro il Como e soprattutto contro il diretto rivale Empoli. Ciò nonostante, grazie al sorprendente pareggio interno contro il Napoli capolista (e vincitore dell'edizione) e la vittoria in rimonta tra le mura dell'Atalanta, i crociati centrano la salvezza.

## Divise e sponsor
Il fornitore tecnico per la stagione 2024-2025 è Puma.
Gli sponsor di maglia sono i seguenti:
- Prometeon Tyre Group,[3] il cui brand Prometeon appare al centro delle divise come main sponsor.
- Admiral Sport,[3] il cui brand AdmiralBet.news appare al centro delle divise come second sponsor.
- ITCompany,[3] il cui brand inX.aero appare sul retro sotto il numero di maglia.
- Crédit Agricole,[4] il cui brand appare sulla manica sinistra.

| Casa | Trasferta | Terza divisa |

## Rosa
| N. |                           | Ruolo | Calciatore                 |
| -- | ------------------------- | ----- | -------------------------- |
| 1  | Argentina (bandiera)      | P     | Leandro Chichizola         |
| 3  | Venezuela (bandiera)      | D     | Yordan Osorio              |
| 4  | Ungheria (bandiera)       | D     | Botond Balogh              |
| 5  | Argentina (bandiera)      | D     | Lautaro Valenti            |
| 7  | Polonia (bandiera)        | A     | Adrian Benedyczak          |
| 8  | Argentina (bandiera)      | C     | Nahuel Estévez             |
| 9  | Rep. del Congo (bandiera) | A     | Gabriel Charpentier        |
| 10 | Spagna (bandiera)         | C     | Adrián Bernabé             |
| 11 | Svezia (bandiera)         | C     | Pontus Almqvist            |
| 13 | Francia (bandiera)        | A     | Ange-Yoan Bonny            |
| 14 | Italia (bandiera)         | D     | Emanuele Valeri            |
| 15 | Italia (bandiera)         | D     | Enrico Delprato (capitano) |
| 16 | Belgio (bandiera)         | C     | Mandela Keita              |
| 17 | Svezia (bandiera)         | A     | Jacob Ondrejka             |
| 18 | Norvegia (bandiera)       | D     | Mathias Løvik              |
| 19 | Svizzera (bandiera)       | C     | Simon Sohm                 |
| 20 | Francia (bandiera)        | D     | Antoine Hainaut            |
| 21 | Italia (bandiera)         | A     | Anthony Partipilo          |

| N. |                                 | Ruolo | Calciatore           |
| -- | ------------------------------- | ----- | -------------------- |
| 21 | Italia (bandiera)               | D     | Alessandro Vogliacco |
| 22 | Italia (bandiera)               | A     | Matteo Cancellieri   |
| 23 | Costa d'Avorio (bandiera)       | C     | Drissa Camara        |
| 25 | Francia (bandiera)              | C     | Wylan Cyprien        |
| 26 | Francia (bandiera)              | D     | Woyo Coulibaly       |
| 27 | Brasile (bandiera)              | C     | Hernani              |
| 28 | Romania (bandiera)              | A     | Valentin Mihăilă     |
| 30 | Bosnia ed Erzegovina (bandiera) | A     | Milan Đurić          |
| 31 | Giappone (bandiera)             | P     | Zion Suzuki          |
| 32 | Argentina (bandiera)            | A     | Mateo Pellegrino     |
| 33 | Italia (bandiera)               | P     | Richard Marcone      |
| 39 | Australia (bandiera)            | D     | Alessandro Circati   |
| 40 | Italia (bandiera)               | P     | Edoardo Corvi        |
| 46 | Italia (bandiera)               | D     | Giovanni Leoni       |
| 61 | Tunisia (bandiera)              | A     | Anas Haj Mohamed     |
| 62 | Polonia (bandiera)              | A     | Mateusz Kowalski     |
| 77 | Italia (bandiera)               | D     | Gianluca Di Chiara   |
| 98 | Romania (bandiera)              | A     | Dennis Man           |

## Calciomercato

### Sessione estiva(dall'1/7 al 31/8)
| Acquisti         | Acquisti           | Acquisti          | Acquisti      |
| R.               | Nome               | da                | Modalità      |
| ---------------- | ------------------ | ----------------- | ------------- |
| P                | Zion Suzuki        | Sint-Truiden      | definitivo    |
| D                | Giovanni Leoni     | Sampdoria         | definitivo    |
| D                | Emanuele Valeri    | Frosinone         | svincolato    |
| C                | Pontus Almqvist    | Rostov            | definitivo    |
| C                | Mandela Keita      | Anversa           | definitivo    |
| A                | Matteo Cancellieri | Lazio             | prestito      |
| Altre operazioni |                    |                   |               |
| R.               | Nome               | da                | Modalità      |
| P                | Andrea Piga        | Borgo San Donnino | fine prestito |
| P                | Filippo Rinaldi    | Olbia             | fine prestito |
| D                | Elias Cobbaut      | Malines           | fine prestito |
| D                | Gabriel Morisoli   | Lugano            | definitivo    |
| D                | Karlo Pajsar       | Dinamo Zagabria   | definitivo    |
| D                | Giovanni Vaglica   | Trento            | fine prestito |
| D                | Antonello Vona     | Brindisi          | fine prestito |
| C                | Nathan Buayi-Kiala | Auxerre           | fine prestito |
| C                | Stanko Jurić       | Real Valladolid   | fine prestito |
| C                | Rachid Kouda       | Spezia            | definitivo    |
| C                | Stefano Palmucci   | Fermana           | fine prestito |
| A                | Damiano Basili     | Pro Sesto         | fine prestito |
| A                | Daniele Iacoponi   | Rimini            | fine prestito |
| A                | Roberto Inglese    | Lecco             | fine prestito |
| A                | Antoine Joujou     | Le Havre          | definitivo    |
| A                | Eric Lanini        | Benevento         | fine prestito |
| A                | Manuel Nardozi     | Roma              | prestito      |
| A                | Fabian Pavone      | Turris            | fine prestito |
| A                | Lukas Rosengren    | Brommapojkarna    | definitivo    |
| A                | Dario Šits         | SPAL              | fine prestito |
| A                | Gennaro Tutino     | Cosenza           | fine prestito |

| Cessioni         | Cessioni            | Cessioni              | Cessioni      |
| R.               | Nome                | a                     | Modalità      |
| ---------------- | ------------------- | --------------------- | ------------- |
| P                | Martin Turk         | Ruch Chorzów          | definitivo    |
| D                | Cristian Ansaldi    |                       | fine carriera |
| D                | Vasileios Zagaritīs | Almere City           | svincolato    |
| A                | Tjaš Begić          | Frosinone             | prestito      |
| A                | Antonio Čolak       | Spezia                | definitivo    |
| A                | Anthony Partipilo   | Frosinone             | prestito      |
| A                | Daniel Mikołajewski | Zagłębie Lubin        | prestito      |
| Altre operazioni |                     |                       |               |
| R.               | Nome                | a                     | Modalità      |
| P                | Francesco Borriello | Triestina             | svincolato    |
| P                | Andrea Piga         | Cittadella Vis Modena | svincolato    |
| P                | Filippo Rinaldi     | Feralpisalò           | prestito      |
| D                | Peter Amoran        | Perugia               | prestito      |
| D                | Elias Cobbaut       | Sparta Praga          | definitivo    |
| D                | Davide Mancini      | Campobasso            | svincolato    |
| D                | Federico Motti      | Feralpisalò           | definitivo    |
| D                | Giovanni Vaglica    | Pro Patria            | definitivo    |
| D                | Antonello Vona      | Latina                | definitivo    |
| C                | Nathan Buayi-Kiala  | Auxerre               | definitivo    |
| C                | Stanko Jurić        | Real Valladolid       | definitivo    |
| C                | Rachid Kouda        | Spezia                | prestito      |
| C                | Stefano Palmucci    | Fermana               | svincolato    |
| A                | Damiano Basili      | Pergolettese          | definitivo    |
| A                | Roberto Inglese     | Catania               | svincolato    |
| A                | Antoine Joujou      | Le Havre              | prestito      |
| A                | Eric Lanini         | Benevento             | svincolato    |
| A                | Giacomo Marconi     | Perugia               | prestito      |
| A                | Fabian Pavone       | Teramo                | svincolato    |
| A                | Dario Šits          | Helmond Sport         | prestito      |
| A                | Gennaro Tutino      | Cosenza               | definitivo    |

### Sessione invernale(dal 3/1 all'31/1)
| Acquisti         | Acquisti             | Acquisti         | Acquisti                         |
| R.               | Nome                 | da               | Modalità                         |
| ---------------- | -------------------- | ---------------- | -------------------------------- |
| P                | Richard Marcone      | Turris           | definitivo                       |
| D                | Mathias Løvik        | Molde            | definitivo                       |
| D                | Alessandro Vogliacco | Genoa            | prestito con diritto di riscatto |
| A                | Milan Đurić          | Monza            | definitivo                       |
| A                | Jacob Ondrejka       | Anversa          | definitivo (7 milioni)           |
| A                | Mateo Pellegrino     | Vélez Sarsfield  | definitivo                       |
| Altre operazioni |                      |                  |                                  |
| R.               | Nome                 | da               | Modalità                         |
| C                | Filippo Bellino      | Juventus         | prestito                         |
| C                | Alessandro Ciardi    | Salisburgo       | definitivo                       |
| A                | Jesse Bal            | Sparta Rotterdam | definitivo                       |
| A                | Alessio Raballo      | Torino           | prestito                         |

| Cessioni         | Cessioni           | Cessioni        | Cessioni   |
| R.               | Nome               | a               | Modalità   |
| ---------------- | ------------------ | --------------- | ---------- |
| P                | Leandro Chichizola | Spezia          | definitivo |
| D                | Woyo Coulibaly     | Leicester City  | definitivo |
| D                | Gianluca Di Chiara | Frosinone       | definitivo |
| C                | Wylan Cyprien      | Changchun Yatai | definitivo |
| Altre operazioni |                    |                 |            |
| R.               | Nome               | a               | Modalità   |
| A                | Mattia Zamuner     | Cittadella      | definitivo |

## Risultati

### Serie A

#### Girone d'andata
| Arbitro: | Ayroldi (Molfetta) |

|         |           |             |
| Man 22’ | Marcatori | 75’ Biraghi |

| Arbitro: | Sacchi (Macerata) |

|                        |           |             |
| Man 2’ Cancellieri 77’ | Marcatori | 66’ Pulisic |

| Arbitro: | Tremolada (Monza) |

|                             |           |                  |
| Lukaku 90+2’ Anguissa 90+6’ | Marcatori | 19’ (rig.) Bonny |

| Arbitro: | Abisso (Palermo) |

|                       |           |                            |
| Delprato 2’ Bonny 43’ | Marcatori | 49’ Lucca 68’, 77’ Thauvin |

| Arbitro: | Guida (Torre Annunziata) |

|                        |           |                              |
| Dorgu 32’ Krstović 59’ | Marcatori | 90+3’ Almqvist 90+6’ Hainaut |

| Arbitro: | Fourneau (Roma 1) |

|                            |           |                                  |
| Man 62’ Hernani 87’ (rig.) | Marcatori | 34’ Zortea 75’ Marin 87’ Piccoli |

| Bologna 6 ottobre 2024, ore 18:00 CEST 7ª giornata | Bologna             | 0 – 0 referto | Parma | Stadio Renato Dall'Ara (28 461 spett.)\| Arbitro: \| Di Bello (Brindisi) \| |
| Arbitro:                                           | Di Bello (Brindisi) |               |       |                                                                             |

| Arbitro: | Fabbri (Ravenna) |

|         |           |           |
| Paz 45’ | Marcatori | 20’ Bonny |

| Arbitro: | La Penna (Roma 1) |

|                 |           |                      |
| Charpentier 80’ | Marcatori | 35’ (aut.) Coulibaly |

| Arbitro: | Zufferli (Udine) |

|                       |           |                      |
| McKennie 31’ Weah 50’ | Marcatori | 3’ Delprato 38’ Sohm |

| Arbitro: | Guida (Torre Annunziata) |

|  |           |               |
|  | Marcatori | 79’ Pinamonti |

| Arbitro: | Chiffi (Padova) |

|                       |           |                      |
| Nicolussi Caviglia 5’ | Marcatori | 17’ Valeri 68’ Bonny |

| Arbitro: | Manganiello (Pinerolo) |

|                 |           |                                    |
| Cancellieri 49’ | Marcatori | 4’ Retegui 39’ Éderson 75’ Lookman |

| Arbitro: | Zufferli (Udine) |

|                                       |           |                 |
| Man 6’ Haj Mohamed 53’ Delprato 90+1’ | Marcatori | 80’ Castellanos |

| Arbitro: | Abisso (Palermo) |

|                                    |           |                    |
| Dimarco 40’ Barella 53’ Thuram 66’ | Marcatori | 81’ (aut.) Darmian |

| Arbitro: | Sozza (Seregno) |

|               |           |                                  |
| Sohm 19’, 90’ | Marcatori | 5’ Coppola 57’ Sarr 75’ Mosquera |

| Arbitro: | Di Bello (Brindisi) |

|                                                                      |           |  |
| Dybala 8’ (rig.), 51’ Saelemaekers 13’ Paredes 74’ (rig.) Dovbyk 83’ | Marcatori |  |

| Arbitro: | La Penna (Roma 1) |

|                                  |           |             |
| Hernani 56’ (rig.) Valenti 90+8’ | Marcatori | 85’ Pereira |

| Torino 5 gennaio 2025, ore 18:00 CET 19ª giornata | Torino             | 0 – 0 referto | Parma | Stadio Olimpico Grande Torino (19 744 spett.)\| Arbitro: \| Feliciani (Teramo) \| |
| Arbitro:                                          | Feliciani (Teramo) |               |       |                                                                                   |

#### Girone di ritorno
| Arbitro: | Colombo (Como) |

|              |           |  |
| Frendrup 65’ | Marcatori |  |

| Arbitro: | Fourneau (Roma 1) |

|                    |           |                       |
| Hernani 56’ (rig.) | Marcatori | 20’ (rig.) Pohjanpalo |

| Arbitro: | Abisso (Palermo) |

|                                                    |           |                              |
| Pulisic 38’ (rig.) Reijnders 90+2’ Chukwueze 90+5’ | Marcatori | 24’ Cancellieri 80’ Delprato |

| Arbitro: | Sozza (Seregno) |

|                   |           |                                  |
| Valeri 34’ (rig.) | Marcatori | 36’ Krstović 63’, 90+3’ Pierotti |

| Arbitro: | Di Bello (Brindisi) |

|                                |           |           |
| Vogliacco 57’ (aut.) Coman 70’ | Marcatori | 78’ Leoni |

| Arbitro: | Chiffi (Padova) |

|  |           |           |
|  | Marcatori | 33’ Soulé |

| Arbitro: | Abisso (Palermo) |

|                           |           |  |
| Bonny 37’ (rig.) Sohm 79’ | Marcatori |  |

| Arbitro: | Maresca (Napoli) |

|                    |           |  |
| Thauvin 38’ (rig.) | Marcatori |  |

| Arbitro: | Fourneau (Roma 1) |

|                     |           |                     |
| Pellegrino 60’, 82’ | Marcatori | 19’ Elmas 72’ Adams |

| Arbitro: | Manganiello (Pinerolo) |

|          |           |           |
| Izzo 60’ | Marcatori | 84’ Bonny |

| Verona 31 marzo 2025, ore 18:30 CEST 30ª giornata | Verona            | 0 – 0 referto | Parma | Stadio Marcantonio Bentegodi (22 706 spett.)\| Arbitro: \| Sacchi (Macerata) \| |
| Arbitro:                                          | Sacchi (Macerata) |               |       |                                                                                 |

| Arbitro: | Doveri (Roma 1) |

|                          |           |                        |
| Bernabé 60’ Ondrejka 69’ | Marcatori | 15’ Darmian 45’ Thuram |

| Firenze 13 aprile 2025, ore 15:00 CEST 32ª giornata | Fiorentina             | 0 – 0 referto | Parma | Stadio Artemio Franchi (21 355 spett.)\| Arbitro: \| Manganiello (Pinerolo) \| |
| Arbitro:                                            | Manganiello (Pinerolo) |               |       |                                                                                |

| Arbitro: | Chiffi (Padova) |

|                  |           |  |
| Pellegrino 45+1’ | Marcatori |  |

| Arbitro: | Sacchi (Macerata) |

|                |           |                  |
| Pedro 79’, 84’ | Marcatori | 3’, 46’ Ondrejka |

| Arbitro: | Di Bello (Brindisi) |

|  |           |               |
|  | Marcatori | 79’ Strefezza |

| Arbitro: | Fabbri (Ravenna) |

|                         |           |           |
| Fazzini 11’ Anjorin 86’ | Marcatori | 73’ Đurić |

| Parma 18 maggio 2025, ore 20:45 CEST 37ª giornata | Parma           | 0 – 0 referto | Napoli | Stadio Ennio Tardini (20 388 spett.)\| Arbitro: \| Doveri (Roma 1) \| |
| Arbitro:                                          | Doveri (Roma 1) |               |        |                                                                       |

| Arbitro: | Marinelli (Tivoli) |

|                  |           |                                 |
| Maldini 32’, 33’ | Marcatori | 49’ Hainaut 71’, 90+1’ Ondrejka |

### Coppa Italia
| Arbitro: | Perenzoni (Rovereto) |

|  |           |               |
|  | Marcatori | 45+2’ Insigne |

## Statistiche

### Statistiche di squadra
| Competizione | Punti | In casa | In casa | In casa | In casa | In casa | In casa | In trasferta | In trasferta | In trasferta | In trasferta | In trasferta | In trasferta | Totale | Totale | Totale | Totale | Totale | Totale | DR  |
| Competizione | Punti | G       | V       | N       | P       | Gf      | Gs      | G            | V            | N            | P            | Gf           | Gs           | G      | V      | N      | P      | Gf     | Gs     | DR  |
| ------------ | ----- | ------- | ------- | ------- | ------- | ------- | ------- | ------------ | ------------ | ------------ | ------------ | ------------ | ------------ | ------ | ------ | ------ | ------ | ------ | ------ | --- |
| Serie A      | 36    | 19      | 5       | 6       | 8       | 25      | 28      | 19           | 2            | 9            | 8            | 19           | 30           | 38     | 7      | 15     | 16     | 44     | 58     | -14 |
| Coppa Italia | -     | 1       | 0       | 0       | 1       | 0       | 1       | 0            | 0            | 0            | 0            | 0            | 0            | 1      | 0      | 0      | 1      | 0      | 1      | -1  |
| Totale       | -     | 20      | 5       | 6       | 9       | 25      | 29      | 19           | 2            | 9            | 8            | 19           | 30           | 39     | 7      | 15     | 17     | 44     | 59     | -15 |

### Andamento in campionato
| Giornata  | 1 | 2 | 3 | 4  | 5  | 6  | 7  | 8  | 9  | 10 | 11 | 12 | 13 | 14 | 15 | 16 | 17 | 18 | 19 | 20 | 21 | 22 | 23 | 24 | 25 | 26 | 27 | 28 | 29 | 30 | 31 | 32 | 33 | 34 | 35 | 36 | 37 | 38 |
| --------- | - | - | - | -- | -- | -- | -- | -- | -- | -- | -- | -- | -- | -- | -- | -- | -- | -- | -- | -- | -- | -- | -- | -- | -- | -- | -- | -- | -- | -- | -- | -- | -- | -- | -- | -- | -- | -- |
| Luogo     | C | C | T | C  | T  | C  | T  | T  | C  | T  | C  | T  | C  | C  | T  | C  | T  | C  | T  | T  | C  | T  | C  | T  | C  | C  | T  | C  | T  | T  | C  | T  | C  | T  | C  | T  | C  | T  |
| Risultato | N | V | P | P  | N  | P  | N  | N  | N  | N  | P  | V  | P  | V  | P  | P  | P  | V  | N  | P  | N  | P  | P  | P  | P  | V  | P  | N  | N  | N  | N  | N  | V  | N  | P  | P  | N  | V  |
| Posizione | 5 | 5 | 8 | 12 | 14 | 15 | 15 | 17 | 17 | 13 | 14 | 13 | 13 | 11 | 13 | 15 | 15 | 14 | 14 | 15 | 16 | 16 | 18 | 18 | 18 | 17 | 17 | 17 | 17 | 16 | 16 | 16 | 15 | 16 | 16 | 16 | 16 | 16 |

Fonte:  Serie A TIM – Classifica, su legaseriea.it, Lega Serie A.
Legenda:

Luogo: C = Casa; T = Trasferta. Risultato: V = Vittoria; N = Pareggio; P = Sconfitta.

### Statistiche dei giocatori
Sono in corsivo i calciatori che hanno lasciato la società a stagione in corso.
| Giocatore      | Serie A  | Serie A | Serie A     | Serie A    | Coppa Italia | Coppa Italia | Coppa Italia | Coppa Italia | Totale   | Totale | Totale      | Totale     |
| Giocatore      | Presenze | Reti    | Ammonizioni | Espulsioni | Presenze     | Reti         | Ammonizioni  | Espulsioni   | Presenze | Reti   | Ammonizioni | Espulsioni |
| -------------- | -------- | ------- | ----------- | ---------- | ------------ | ------------ | ------------ | ------------ | -------- | ------ | ----------- | ---------- |
| P. Almqvist    | 29       | 1       | 5           | 0          | 0            | 0            | 0            | 0            | 29       | 1      | 5           | 0          |
| B. Balogh      | 29       | 0       | 5           | 0          | 1            | 0            | 0            | 0            | 30       | 0      | 5           | 0          |
| A. Benedyczak  | 9        | 0       | 0           | 0          | 0            | 0            | 0            | 0            | 9        | 0      | 0           | 0          |
| A. Bernabé     | 21       | 1       | 1           | 0          | 0            | 0            | 0            | 0            | 21       | 1      | 1           | 0          |
| A. Bonny       | 38       | 6       | 2           | 0          | 1            | 0            | 0            | 0            | 39       | 6      | 2           | 0          |
| D. Camara      | 21       | 0       | 3           | 0          | 1            | 0            | 0            | 0            | 22       | 0      | 3           | 0          |
| M. Cancellieri | 27       | 3       | 2           | 1          | 0            | 0            | 0            | 0            | 27       | 3      | 2           | 1          |
| G. Charpentier | 10       | 1       | 1           | 0          | 1            | 0            | 0            | 0            | 11       | 1      | 1           | 0          |
| L. Chichizola  | 1        | -3      | 0           | 0          | 1            | -1           | 0            | 0            | 2        | -4     | 0           | 0          |
| A. Circati     | 6        | 0       | 1           | 0          | 1            | 0            | 0            | 0            | 7        | 0      | 1           | 0          |
| W. Coulibaly   | 14       | 0       | 1           | 1          | 1            | 0            | 0            | 0            | 15       | 0      | 1           | 1          |
| W. Cyprien     | 2        | 0       | 0           | 0          | 1            | 0            | 0            | 0            | 3        | 0      | 0           | 0          |
| E. Delprato    | 34       | 4; -2   | 8           | 0          | 1            | 0            | 0            | 0            | 35       | 4      | 8           | 0          |
| M. Đurić       | 9        | 1       | 1           | 0          | 0            | 0            | 0            | 0            | 9        | 1      | 1           | 0          |
| N. Estévez     | 14       | 0       | 3           | 0          | 1            | 0            | 0            | 0            | 15       | 0      | 3           | 0          |
| A. Hainaut     | 25       | 2       | 3           | 0          | 0            | 0            | 0            | 0            | 25       | 2      | 3           | 0          |
| A. Haj Mohamed | 15       | 1       | 4           | 0          | 0            | 0            | 0            | 0            | 15       | 1      | 4           | 0          |
| Hernani        | 25       | 3       | 7           | 0          | 0            | 0            | 0            | 0            | 25       | 3      | 7           | 0          |
| M. Keita       | 30       | 0       | 6           | 1          | 0            | 0            | 0            | 0            | 30       | 0      | 6           | 1          |
| M. Kowalski    | 1        | 0       | 0           | 0          | 1            | 0            | 0            | 0            | 2        | 0      | 0           | 0          |
| G. Leoni       | 16       | 1       | 2           | 1          | 0            | 0            | 0            | 0            | 16       | 1      | 2           | 1          |
| M. Løvik       | 6        | 0       | 0           | 0          | 0            | 0            | 0            | 0            | 6        | 0      | 0           | 0          |
| D. Man         | 33       | 4       | 0           | 0          | 1            | 0            | 0            | 0            | 34       | 4      | 0           | 0          |
| V. Mihăilă     | 21       | 0       | 2           | 0          | 1            | 0            | 0            | 0            | 22       | 0      | 2           | 0          |
| J. Ondrejka    | 12       | 5       | 0           | 0          | 0            | 0            | 0            | 0            | 12       | 5      | 0           | 0          |
| Y. Osorio      | 3        | 0       | 0           | 0          | 1            | 0            | 0            | 0            | 4        | 0      | 0           | 0          |
| A. Partipilo   | 0        | 0       | 0           | 0          | 1            | 0            | 0            | 0            | 1        | 0      | 0           | 0          |
| M. Pellegrino  | 13       | 3       | 2           | 0          | 0            | 0            | 0            | 0            | 13       | 3      | 2           | 0          |
| S. Sohm        | 37       | 4       | 7           | 0          | 1            | 0            | 0            | 0            | 38       | 4      | 7           | 0          |
| Z. Suzuki      | 37       | -53     | 2           | 1          | 0            | 0            | 0            | 0            | 37       | -53    | 2           | 1          |
| L. Valenti     | 20       | 1       | 6           | 1          | 0            | 0            | 0            | 0            | 20       | 1      | 6           | 1          |
| E. Valeri      | 35       | 2       | 1           | 0          | 1            | 0            | 0            | 0            | 36       | 2      | 1           | 0          |
| A. Vogliacco   | 10       | 0       | 2           | 0          | 0            | 0            | 0            | 0            | 10       | 0      | 2           | 0          |